# Esquí alpí als Jocs Olímpics d'hivern de 1976
Als Jocs Olímpics d'Hivern de 1976 celebrats a la ciutat d'Innsbruck (Àustria) es disputaren sis proves d'esquí alpí, tres en categoria masculina i tres més en categoria femenina. Les proves es realitzaren entre els dies 5 i 10 de febrer de 1976, sent disputades les proves de descens a les instal·lacions de Patscherkofel i la resta a les instal·lacions d'Axamer Lizum.
Hi participaren un total de 181 esquiadors, entre ells 125 homes i 56 dones, de 33 comitès nacionals diferents.
Els resultats d'aquestes proves són considerats, així mateix, vàlids per al Campionat del Món d'esquí alpí.

## Resum de medalles

### Categoria masculina
| Prova                  | Or            | Argent         | Bronze           |
| Descens detalls        | Franz Klammer | Bernhard Russi | Herbert Plank    |
| Eslàlom gegant detalls | Heini Hemmi   | Ernst Good     | Ingemar Stenmark |
| Eslàlom detalls        | Piero Gros    | Gustav Thöni   | Willi Frommelt   |

### Categoria femenina
| Prova                  | Or               | Argent             | Bronze             |
| Descens detalls        | Rosi Mittermaier | Brigitte Totschnig | Cindy Nelson       |
| Eslàlom gegant detalls | Kathy Kreiner    | Rosi Mittermaier   | Danielle Debernard |
| Eslàlom detalls        | Rosi Mittermaier | Claudia Giordani   | Hanni Wenzel       |

## Medaller
| Posició | País          | Or | Argent | Bronze | Total |
| 1       | RFA           | 2  | 1      | 0      | 3     |
| 2       | Itàlia        | 1  | 2      | 1      | 4     |
| 3       | Suïssa        | 1  | 2      | 0      | 3     |
| 4       | Àustria       | 1  | 1      | 0      | 2     |
| 5       | Canadà        | 1  | 0      | 0      | 1     |
| 6       | Liechtenstein | 0  | 0      | 2      | 2     |
| 7       | Estats Units  | 0  | 0      | 1      | 1     |
| 7       | França        | 0  | 0      | 1      | 1     |
| 7       | Suècia        | 0  | 0      | 1      | 1     |
|         |               |    |        |        |       |
| Total   | Total         | 6  | 6      | 6      | 18    |